# Список призерів Олімпійських ігор з художньої гімнастики
Олімпійські змагання з художньої гімнастики почали проводитися з 1984 року (Олімпіада в Лос-Анджелесі). Змагання проводяться тільки в двох видах - індивідуальне багатоборство та групове багатоборство (починаючи з олімпіади 1996 року).

## Індивідуальне багатоборство
| Дисципліни          | Золото                                   | Срібло                             | Бронза                              |
| ------------------- | ---------------------------------------- | ---------------------------------- | ----------------------------------- |
| 1984, Лос-Анджелес  | Лорі Фанг · Канада                       | Дойна Стайкулеску · Румунія        | Регіна Вебер · Західна Німеччина    |
| 1988, Сеул          | Марина Лобач · СРСР                      | Адріана Дунавська · Болгарія       | Олександра Тимошенко · СРСР         |
| 1992, Барселона     | Олександра Тимошенко · Об'єднана команда | Кароліна Паскуаль Грація · Іспанія | Оксана Скалдіна · Об'єднана команда |
| 1996, Атланта       | Катерина Серебрянська · Україна          | Яна Батиршина · Росія              | Олена Вітриченко · Україна          |
| 2000, Сідней        | Юлія Барсукова · Росія                   | Юлія Раскіна · Білорусь            | Аліна Кабаєва · Росія               |
| 2004, Афіни         | Аліна Кабаєва · Росія                    | Ірина Чащина · Росія               | Ганна Безсонова · Україна           |
| 2008, Пекін         | Євгенія Канаєва · Росія                  | Інна Жукова · Білорусь             | Ганна Безсонова · Україна           |
| 2012, Лондон        | Євгенія Канаєва · Росія                  | Дар'я Дмитрієва · Росія            | Любов Черкашина · Білорусь          |
| 2016 Ріо-де-Жанейро | Маргарита Мамун · Росія                  | Яна Кудрявцева · Росія             | Ганна Різатдінова · Україна         |
| 2020 Токіо          | Ліной Ашрам (ISR)                        | Діна Аверіна (ROC)                 | Аліна Гарнасько (BLR)               |

## Групове багатоборство
| Олімпіада           | Золото | Срібло | Бронза |
| 1996 Атланта        | Іспанія Марта Бальдо Нурія Кабанільяс Естела Гіменес Лорена Гурендес Таня Ламарка Естібаліс Мартінес            | Болгарія Іна Делчева Валентина Кевліян Марія Колєва Мая Табакова Івеліна Талєва Вяра Ваташка                       | Росія Євгенія Бочкарьова Ольга Штиренко Ірина Дзюба Ангеліна Юшкова Юлія Іванова Олена Кривошей                |
| 2000 Сідней         | Росія Ірина Бєлова Олена Шаламова Марія Нетьосова Наталія Лаврова Віра Шиманська Ірина Зільбер                  | Білорусь Тетяна Ананко Тетяна Белан Ганна Глазкова Ірина Ільєнкова Марія Лазук Ольга Пужевич                       | Греція Айрін Аїнділі Евангеліна Хрістодоулу Марія Георгату Захарула Карямі Чаріклейя Пантазі Анна Поллату      |
| 2004 Афіни          | Росія Олеся Белугіна Ольга Глацьких Тетяна Курбакова Наталія Лаврова Олена Посєвіна Олена Мурзіна               | Італія Еліза Бланки Фабриция Д'Оттавіо Марінелла Фалька Даніела Массероні Еліза Сантоні Лаура Верніцці             | Болгарія Жанета Ілієва Елеонора Кежова Зорніца Маринова Христина Рангелова Галина Танчева Владислава Танчева   |
| 2008 Пекін          | Росія Олена Посєвіна Тетяна Горбунова Ганна Гавриленко Дарія Шкурихіна Наталія Зуєва Маргарита Алійчук          | border КНР Суй Цзяньшуан Цай Тунтун Чоу Тао Чжан Шо Сунь Дань Лу Юаньян                                            | Білорусь Олеся Бабушкіна Анастасія Іванькова Ксенія Санкович Зінаїда Луніна Глафіра Мартинович Аліна Тумілович |
| 2012 Лондон         | Росія Ксенія Дудкіна Анастасія Близнюк Аліна Макаренко Анастасія Назаренко Кароліна Севастьянова Уляна Донскова | Білорусь Марина Гончарова Анастасія Іванькова Наталія Лещик Олександра Наркевич Ксенія Санкович Аліна Тумилович    | Італія Еліза Бланкі Роміна Лауріта березня Паньіні Еліза Сантоні Анжеліка Савраюк Андреа Стефанеску            |
| 2016 Ріо-де-Жанейро | Росія Віра Бірюкова Анастасія Близнюк Анастасія Максимова Анастасія Татарєва Марія Толкачова                    | Іспанія Сандра Агілар Артема Гавесу Елена Лопес Лурдес Моедано Алехандра Керіз                                     | Болгарія Любомира Казанова Ренету Камберова Міхаела Маєвська-Величкова Цветелін Найдьонова Християна Тодорова  |
| 2020 Токіо          | Болгарія Сімона Д'янкова Стефані Кір'якова Мадлен Радуканова Лаура Траєц Еріка Зафірова                         | Олімпійський комітет Росії Анастасія Близнюк Анастасія Максимова Ангеліна Шкатова Анастасія Татарєва Аліса Тіщенко | Італія Мартіна Центофанті Агнес Дуранті Алексія Мауреллі Даніела Могуріан Мартіна Сантандреа                   |